# Meczet Umajjadów

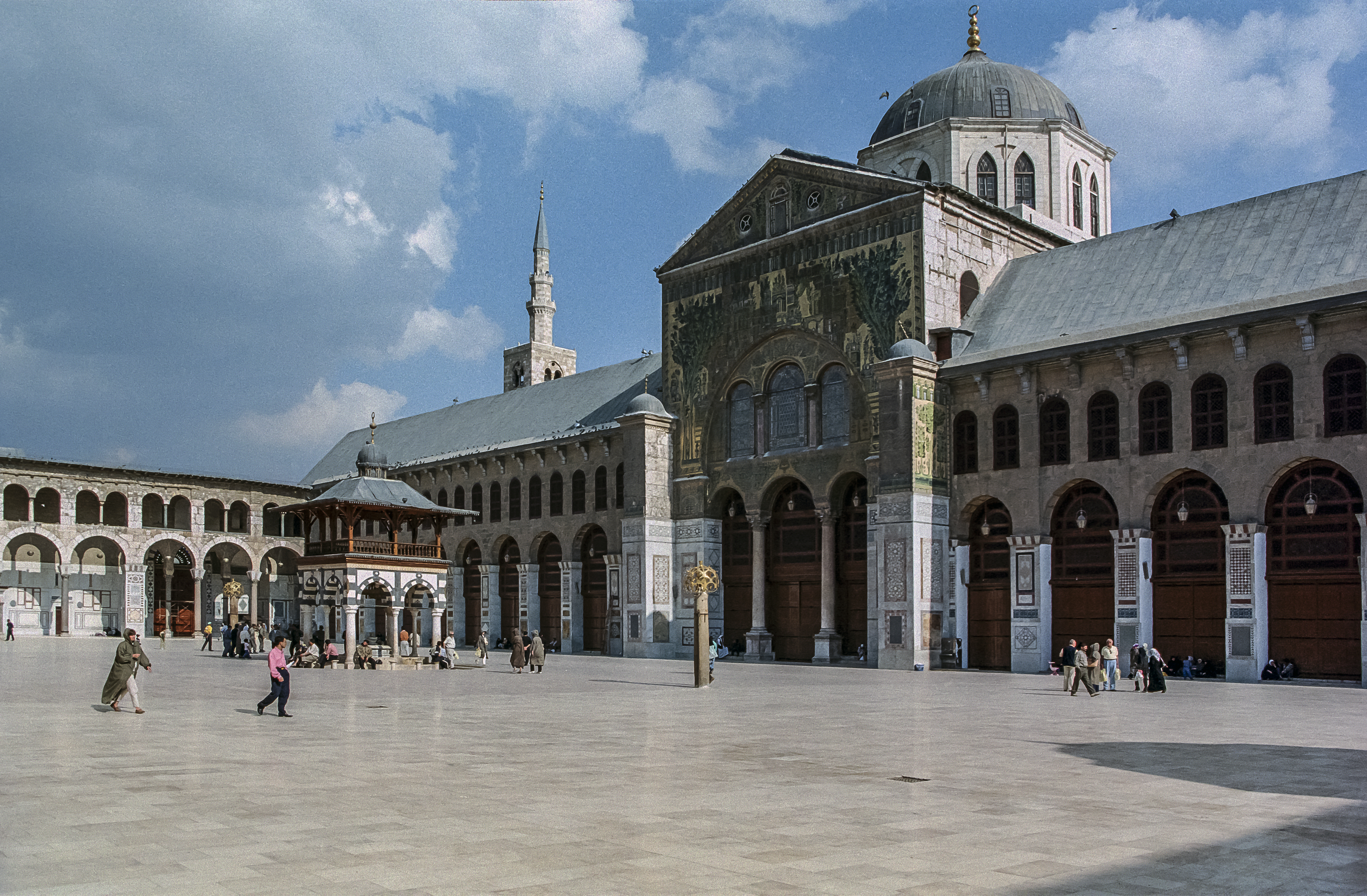
Dziedziniec

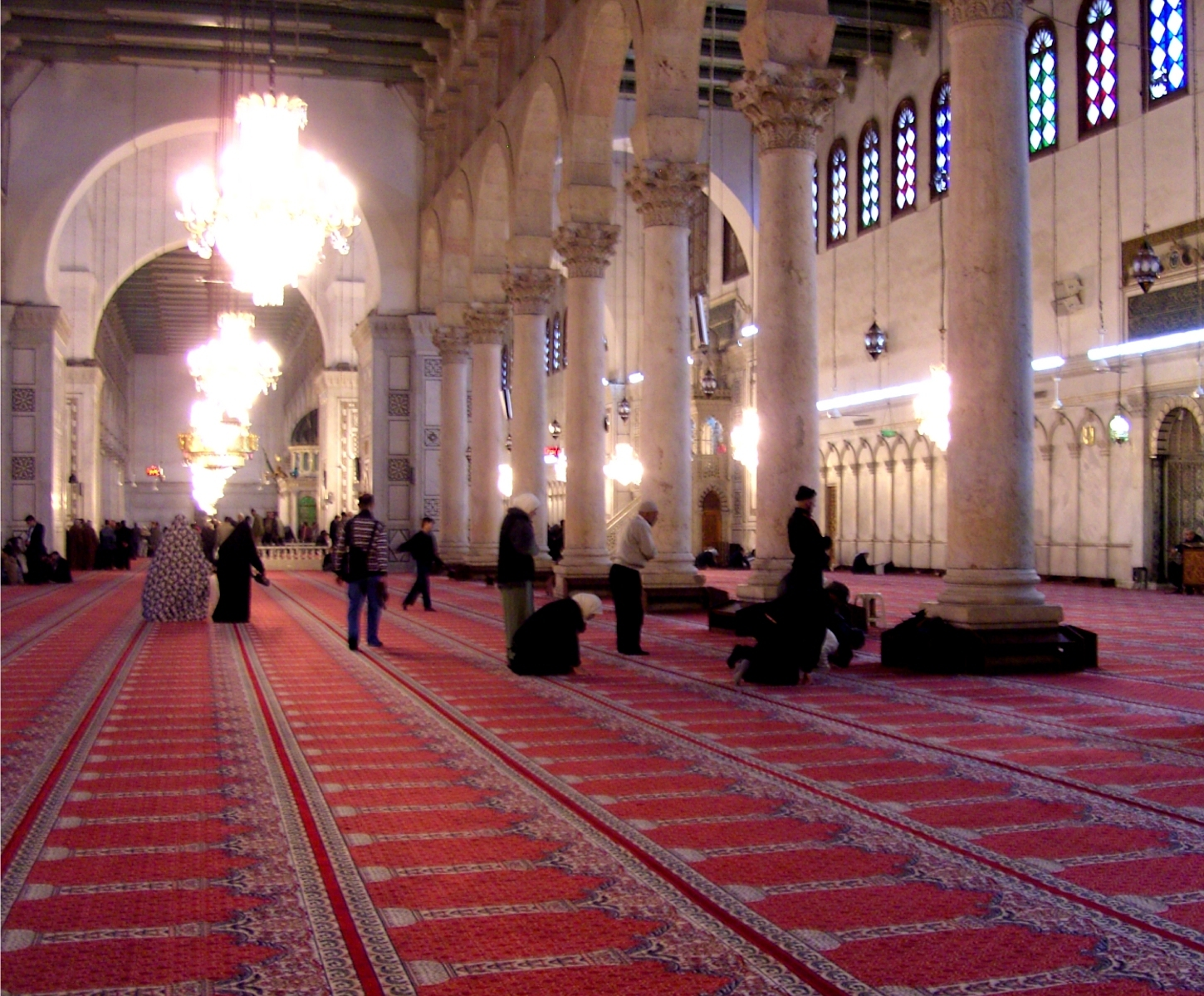
3-nawowa sala modlitw

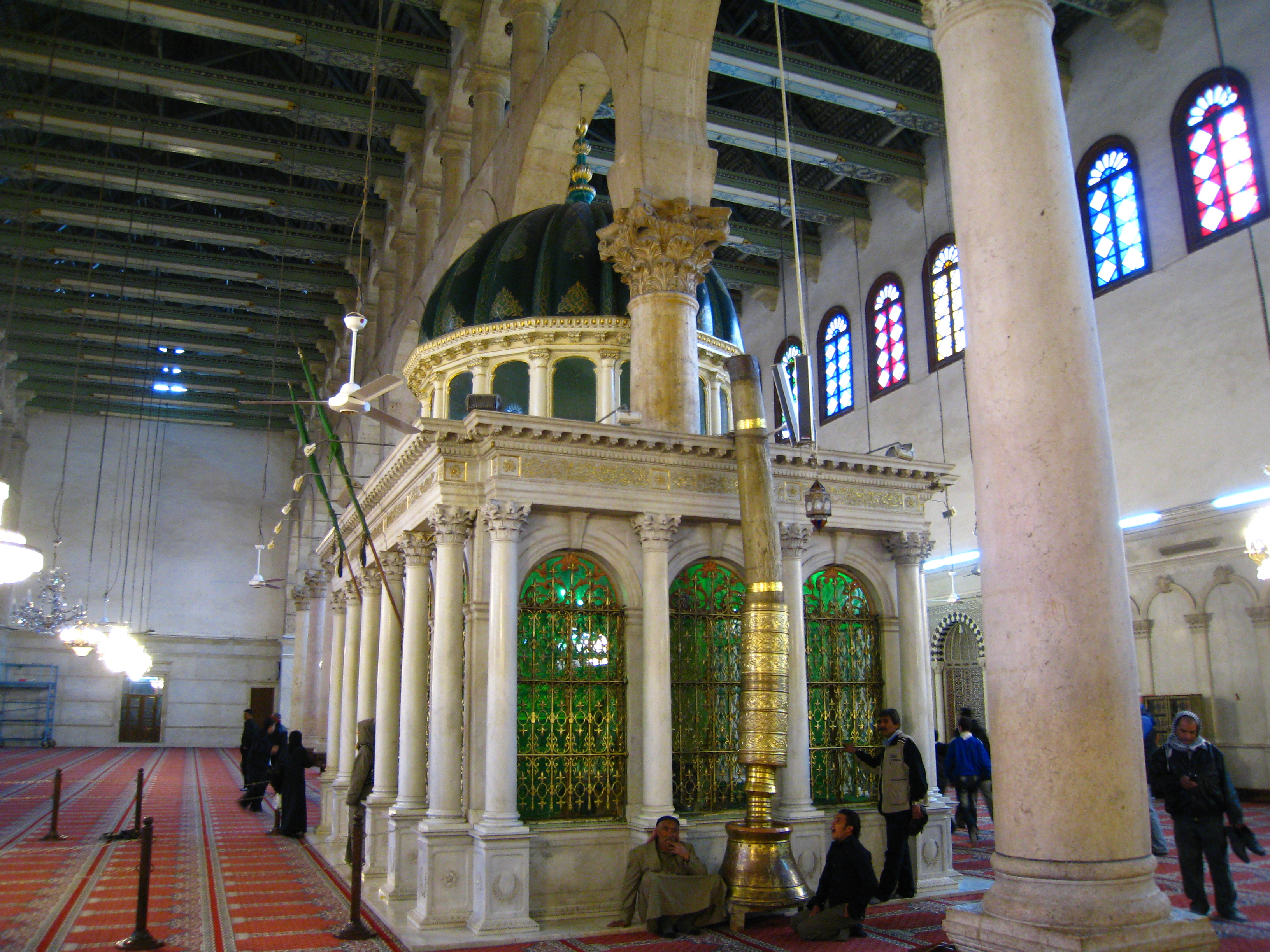
Miejsce spoczynku relikwii św. Jana Chrzciciela

Meczet Umajjadów w Damaszku (arab: جامع بني أمية الكبير, Ğāmi' Banī 'Umayya al-Kabīr) – jedno z największych, najstarszych i najbardziej szanowanych sanktuariów muzułmańskich, tak przez sunnitów, jak i przez szyitów. Wzniesiony w latach 706–715 na miejscu dawnych świątyń Hadada i Jowisza oraz katedry pod wezwaniem św. Jana Chrzciciela. Miejsce przechowywania relikwii św. Jana Chrzciciela, czczonego w islamie pod imieniem Jahja. Meczet, do którego wszedł Jan Paweł II, pierwszy papież, który odwiedził sanktuarium muzułmańskie.

## Dzieje meczetu
Pierwotnie na miejscu dzisiejszego meczetu stała świątynia boga syryjskiego Hadada. Świadczy o tym m.in. bazaltowy ortostat z wizerunkiem sfinksa, odkryty w północno-wschodnim narożniku meczetu. Rzymianie wznieśli w tym miejscu świątynie Jowisza, cesarz Teodozjusz I Wielki (379–395), po zakazaniu kultów pogańskich, kazał tu zbudować bazylikę pod wezwaniem św. Jana Chrzciciela. Bezpośrednio po podboju Damaszku przez Arabów w 636, modlili się tu podobno wspólnie chrześcijanie i muzułmanie, o różnych porach dnia. Początkowo muzułmanie na potrzeby swojego kultu wznieśli mur z cegły mułowej, po południowej stronie. Chodziło o zasłonienie ściany, w kierunku której się modlili – ściany wyznaczającej "kiblę". Kalif Al-Walid I odkupił bazylikę od chrześcijan i w latach 706–715 wybudował na jej miejscu meczet. Istnieje spór wśród naukowców: czy meczet został zbudowany od podstaw (zgodnie z większością źródeł arabskich), czy został zaadaptowany z bazyliki bizantyjskiej do potrzeb muzułmanów. Kalif w zamian za oddanie katedry św. Jana Chrzciciela wspólnocie muzułmańskiej obiecał przywódcom chrześcijańskim zachować wszystkie pozostałe kościoły w mieście oraz w ramach rekompensaty wybudować nową świątynię, pod wezwaniem Najświętszej Marii Panny. Kalif Walid I miał kiedyś powiedzieć: “Mieszkańcy Damaszku: z powodu czterech rzeczy wasze miasto ma przewagę nad resztą świata: klimatu, wody, owoców i kąpielisk; do tego chcę dodać piątą: jego meczet.” Podobno kalif sprowadził z Bizancjum aż 200 rzemieślników do udekorowania świątyni mozaikami. Wewnętrzne ściany Meczetu Umajjadów przedstawiają muzułmańską wizję raju. Najprawdopodobniej za wzór posłużyła im malownicza okolica Damaszku, zwana po arabsku Ghuta Dimaszk. Według tradycji prorok Mahomet był nią tak zachwycony, iż odmówił wejścia do niej twierdząc, że woli zakosztować raju po śmierci. Wiele wspomnianych mozaik strawił pożar, do którego doszło w 1893. Niektóre udało się zrekonstruować.

## Dziedziniec
Duży prostokątny dziedziniec (arab. ‘sahn’) meczetu o wymiarach 120 × 40 m otaczają z trzech stron arkady, a z czwartej pomieszczenie do modlitw. Sala modlitewna składa się z trzech naw poprzedzielanych rzędami kolumn i arkad – te ostatnie to spolia, elementy pozyskane po rozebraniu katedry bizantyjskiej. Podłoże dziedzińca meczetu jest wyższe w stosunku do pierwotnego poziomu i było wielokrotnie naprawiane. Na dziedzińcu znajdują się trzy obiekty: na środku studnia do ablucji rytualnej, po zachodniej stronie oktagonalna Kopuła Skarbu, w której za kalifów umajjadzkich przechowywano skarb państwa (arab. bajt al-mal), po wschodniej zaś – tzw. Kopuła Godzin, zwana również Kopułą Zajn al-Abidina (czwartego imama szyickiego); obie wsparte na ośmiu kolumnach. Północny portyk (arab. ‘riwak’) został doszczętnie zniszczony w trzęsieniu ziemi w 1759, a po odbudowie dawne kolumny zastąpiono mocniejszymi filarami, pokrytymi stiukiem.

## Sala modlitewna
Trzy nawy (arab. ‘riwak’) równoległe do ściany „kibli” (kierunku modlitwy muzułmanów) wspierały się na rzędach kolumn z kapitelami korynckimi. Każdy rząd kolumn, oddzielających nawy wewnątrz meczetu oraz tworzących portyki, składał się z dwóch poziomów: na dole szerokie arkady, a nad nimi mniejsze łuki – po dwa na arkadę. Główna kopuła, spoczywająca na ośmiokątnym bębnie, zwana Kopułą Orła (arab. kubbat an-nisr), ma 36 m wysokości. Powstała ona po pożarze w 1893, który strawił oryginalną, pierwotnie drewnianą kopułę. We wschodniej części „haramu” (miejsca zastrzeżonego do odbywania praktyk religijnych) spoczywają w grobowcu relikwie św. Jana Chrzciciela, do których jako pielgrzym udał się Jan Paweł II.

## Mury rzymskie i minarety
Zewnętrzne mury meczetu o wymiarach 100 × 157,5 m pochodzą jeszcze z okresu rzymskiego, kiedy wznosiła się tu świątynia Jowisza. Z zewnątrz, za prostokątem okalających go murów, meczet przypomina twierdzę. Na każdym narożniku Rzymianie wybudowali wieżę; do dziś zachowały się tylko dwie z nich (po stronie południowej), które Walid I zamienił na minarety zachodni i wschodni. Obok północnej bramy wzniesiono trzeci minaret, nazwany „minaretem panny młodej” (arab. Mizana al-arus) lub "minaretem oblubienicy"; zachowała się wyłącznie jego najniższa partia, wyższa została wzniesiona przez Ajjubidów w 1174. Minaret wschodni, zwany Minaretem Isy, reprezentuje wiele stylów architektonicznych: jego niższa część pochodzi z okresu mameluckiego, wyższa – z osmańskiego, wzniesiona po trzęsieniu ziemi w 1759. Według tradycji muzułmańskiej Isa pojawi się na tym minarecie w dniu Sądu Ostatecznego. Wschodni minaret nosi ślady odbudowy w 1488, po zniszczeniach dokonanych przez Timura w 1401.

## Pamiątki po Alidach – szyitach
Meczet Umajjadów w Damaszku ma duże znaczenie dla szyitów, gdyż tu doprowadzono kobiety i dzieci z rodu Alidów, ocalałe z masakry w bitwie pod Karbalą (680) w Iraku południowym, i tu je przetrzymywano przez 60 dni. Po stronie zachodniej mieści się brama o nazwie “Brama pokoju” (arab. ‘bab as-salam’), gdzie trzymano jeńców wziętych pod Karbalą przez pierwsze trzy doby, zanim wpuszczono ich do środka. W skrzydle południowym znajduje się przybytek z relikwiami św. Jana Chrzciciela; według jednego z hadisów uznawanego również przez sunnitów, niebo płacze tylko po dwóch ludziach: Janie Chrzcicielu i imamie Husajnie Ibn Ali.
Kazalnica stoi w miejscu, w którym Ali ibn Husajn miał wygłosić przemówienie do dworu kalifa Jazida I (680–683) po wzięciu go do niewoli po bitwie pod Karbalą; na miejscu przed kazalnicą stać miały wówczas kobiety i dzieci Alidów, a w miejscu drewnianego balkonu, naprzeciw kazalnicy, miał stać kalif z dworem. We wschodnim skrzydle mihrab wyznacza miejsce, w którym imam Ali Ibn Husajn miał się modlić więziony po bitwie pod Karbalą. Tu miano przechowywać głowy wszystkich Alidów, którzy padli pod Karbalą, łącznie z głową imama Al-Husajna Ibn Ali. W 2014 roku meczet przeszedł gruntowną renowację. 